# Illecebrum
Illecebrum es un género de plantas con flores con unas 100 especies descritas, perteneciente a la familia Caryophyllaceae. Natural de las regiones templadas del globo. Se encuentra en la región del Mediterráneo y sur de Europa.

## Descripción
Son plantas herbáceas de poca altura con hojas pequeñas opuestas, sésiles, simples y enteras. Las flores hermafroditas se agrupan en inflorescencias con flores diminutas.  El fruto es una núcula.

## Taxonomía
El género fue descrito por Carlos Linneo y publicado en Species Plantarum 1: 206. 1753. La especie tipo es: Illecebrum verticillatum

## Especies seleccionadas
- Illecebrum capitalis
- Illecebrum paronychia
- Illecebrum polygonifolium
- Illecebrum serpyllifolium
- Illecebrum verticillatum